# Чиршкаси (Сірмапосинське сільське поселення)
Чиршка́си (рос. Чиршкасы, чув. Чăрăшкасси) — присілок у складі Чебоксарського району Чувашії, Росія. Адміністративний центр Сірмапосинського сільського поселення.
Населення — 623 особи (2010; 624 у 2002).
Національний склад:
- чуваші — 96 %